# Paratoxopoda varicoxa
Paratoxopoda varicoxa är en tvåvingeart som beskrevs av Charles Howard Curran 1929. Paratoxopoda varicoxa ingår i släktet Paratoxopoda och familjen svängflugor.
Artens utbredningsområde är Liberia. Inga underarter finns listade i Catalogue of Life.